# SN 2007ew
SN 2007ew – supernowa typu II odkryta 28 czerwca 2007 roku w galaktyce A151559+0434. W momencie odkrycia miała maksymalną jasność 19,50m.